# Christian Francken
Christian Francken, Szinnyeinél Franken Keresztély (Gardelegen, 1549 – 1610 után) teológus.

## Élete
evangélikus szülőktől származott, 20 éves korában a katolikus hitre tért és Rómában a jezsuita rendbe lépett; de ezen hitéhez sem maradt hű, hanem később, miután Chmielinitzben, Lengyelországban egy ideig rektor volt, ott megismerkedett az unitáriusokkal és Dávid Ferenc nézeteihez csatlakozott. 1585-ben szabad gondolkozása miatt kénytelen volt Lengyelországot elhagyni s Kolozsvárra jött, ahol lector lett az unitáriusoknál, mások szerint lectorsága 1590-ben is igazolható. Trausch szerint 1590-ben a török háború miatt elhagyta Erdélyt és Prágában ismét a katolikus hitre tért. 1595-ben Regensburgban tartózkodott, 1610-ben a római inkvizíció fogságában volt.

## Munkái
- Disputatio cum Fausto Socino de Christi cultu religioso A. 1584. Edita Poloniae. A. 1618
- Praecipuarum enumeratio causarum, cur Christiani, cum in multis modis religionis doctrinis mobiles sint et varii, in Trinitatis tamen retinendo dogmate sint constantissimi. Krakkó, 1584
- Epicteti Philosophi Stoici Enchiridion, in quo ingeniosissime docetur, quemadmodum ad animi tranquilitatem, beatitudniemque praesentis vitae perveniri possit: quam ingeniosus Lector profecto consequitur, si adjectas quoque commentationes in pectus admiserit. Claudiopoli, 1585 (és Claudiopoli, 1592)
- De incertitudine religionis Christianae (1593)
- Argumenta XXII in Sacram Mosis Historiam

A Szentháromság ellen is írt könyvet, melyet Radeczki Elek lengyel könyvnyomtató nyomatott, akinek ezért nyomdáját elkobozták s ő maga fogságba jutott, melyből csak a király kegyelme folytán szabadult ki. Francken e könyve miatt menekült Lengyelországból.